# 北栄町立大栄小学校

江戸川コナンと毛利蘭の銅像

北栄町立大栄小学校（ほくえいちょうりつ だいえいしょうがっこう）は、鳥取県東伯郡北栄町由良宿にある公立小学校。

## 沿革
- 1975年（昭和50年）4月 - 栄、大誠、由良の3小学校を統合し、大栄町立大栄小学校開校。
- 2004年（平成16年） - 開校30周年記念に『名探偵コナン』の主人公・江戸川コナンとヒロイン・毛利蘭の銅像が設置される。
- 2005年（平成17年）10月1日 - 東伯郡北条町と大栄町が合併し北栄町発足に伴い、北栄町立大栄小学校と改称。

## 通学区域
※カッコ内は小字
由良宿（由良一区から由良七区・緑ヶ丘・二子塚・別所）、大谷、妻波（青木・比山）、六尾（六尾北）、瀬戸、西園、東園（東園浜）、穂波、西穂波、大島、原、亀谷（東亀谷）、岩坪、上種（茶ヤ条）、下種、東高尾、西高尾（高千穂）

## 校歌
- 作詞: 吉田啓文
- 作曲: 鈴木恭彬

## 著名な卒業生
- 青山剛昌（第一期生; 漫画家）

## 進学先
- 北栄町立大栄中学校

## 周辺
- 由良川
- 北栄町役場 大栄庁舎
- 由良駅